# Фанара, Тома
Тома́ Фанара́ (фр. Thomas Fanara; 24 апреля 1981, Анси) — французский горнолыжник, призёр  этапов Кубка мира, победитель чемпионата мира в команде. Один из сильнейших специалистов гигантского слалома на протяжении 2010-х годов, шесть раз заканчивал сезон в топ-7 зачёта этой дисциплины в Кубке мира.

## Карьера
Тома Фанара дебютировал в Кубке мира в январе 2005 года в Адельбодене, где сошёл в первой попытке гигантского слалома. Через месяц в Краньской-Горе набрал первые кубковые очки, финишировав на 23-й позиции. На Олимпиаде в Турине выступал только в гигантском слаломе и не смог финишировать уже в первой попытке.
В 2008 году на этапе в Бад-Клайнкирххайме Фанара выиграл первую попытку в гигантском слаломе, однако не смог справиться со второй трассой, упал, но вернулся на трассу и финишировав 27-м с 15-секундным отставанием от победителя.
В 2010 году травмы Фанара получил травму колена и вынужден был пропустить Игры в Ванкувере.
Первый кубковый подиум француз покорил в постолимпийском сезоне 2010/11. На этапе в Альта-Бадья он стал третьим в гигантском слаломе, месяц спустя повторил это достижение в Адельбодене. На чемпионате мира в Гармиш-Партенкирхене Фанара стал шестым в гигантском слаломе, а в составе команды выиграл золото.
Перед Олимпиадой в Сочи Фанара дважды был вторым (на этапах в Валь-д’Изере и Адельбодене), но на самих Играх выступил не слишком удачно, став девятым в гигантском слаломе.
На первом этапе Кубка мира 2015/16 Фанара повторил своё лучшее достижение, став вторым в Зёльдене. 19 марта 2016 года выиграл свой первый и единственный в карьере этап Кубка мира, став первым в гигантском слаломе в Ленцерхайде.